# Bayerische C III
Die Dampflokomotiven der bayerischen Gattung C III waren dreifach gekuppelte Güterzuglokomotiven der Königlich Bayerischen Staatsbahn.

## Normalbauart
Sie wurden aus der C II weiterentwickelt. Hergestellt wurden insgesamt 239 Exemplare, welche in den Abmessungen untereinander variierten. So hatte die dritte Serie beispielsweise einen Kessel mit 30 Millimeter mehr Durchmesser. Die von der Reichsbahn übernommenen Fahrzeuge sollten die Nummern 53 7871–7990 erhalten. Diese Lokomotiven wurden jedoch bis 1925 ausgemustert. Einige Maschinen gingen als Reparationsleistung an Belgien. Die Fahrzeuge waren mit Schlepptendern der Bauart bay 3 T 8,95 beziehungsweise 3 T 10,5 ausgestattet.

## Bauart Sigl
Diese ursprünglich für Ungarn hergestellten Lokomotiven wurden von der Firma Sigl erworben, da man dringend auf neue Lokomotiven für den Güterverkehr angewiesen war. Nach einem späteren Austausch des Kessels waren sie mit den anderen Fahrzeugen dieser Bauart bis auf die Hauptmasse identisch. Die von der Reichsbahn übernommenen Loks sollten die Nummern 53 7831–7833 erhalten, wurden jedoch bis 1925 ausgemustert. Die Fahrzeuge waren mit einem Schlepptender der Bauart bay 3 T 12 ausgestattet.